# Alexander von Jugoslawien

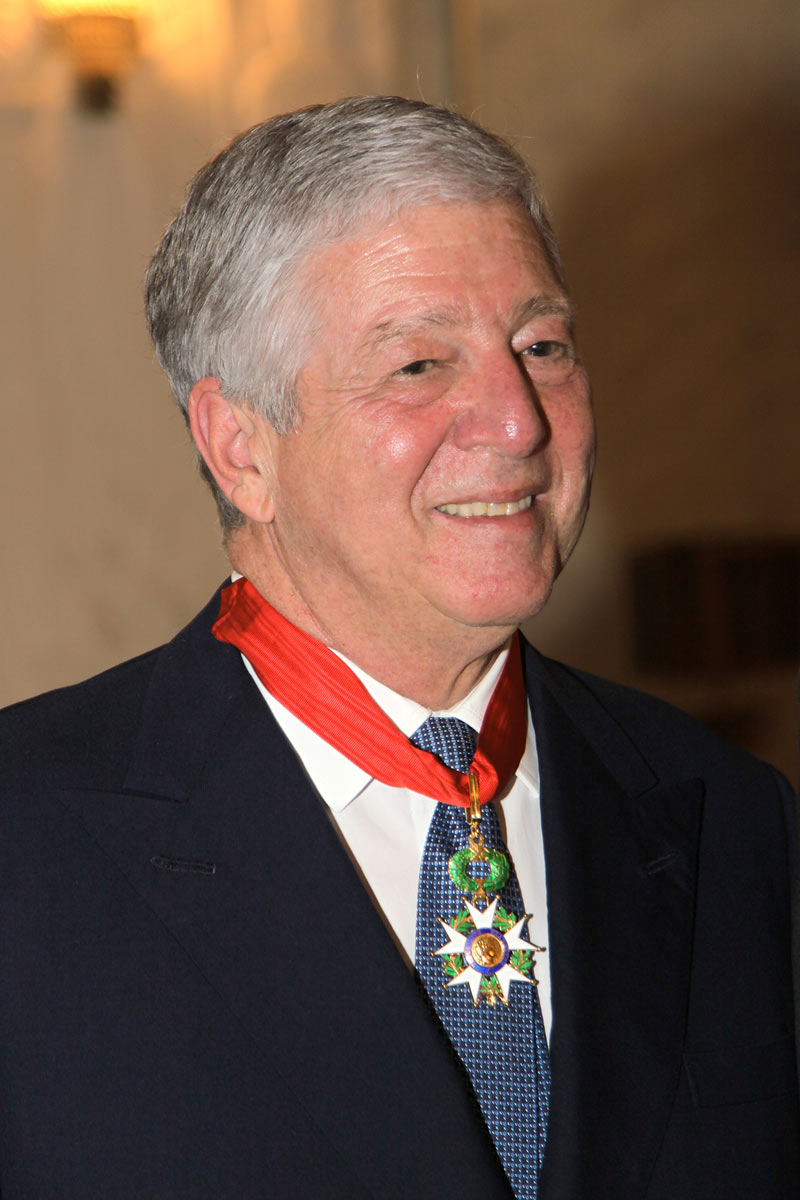
Alexander von Jugoslawien (mit dem Commandeurs-Kreuz der französischen Ehrenlegion)

Alexander von Jugoslawien (serbisch Александар Карађорђевић Aleksandar Karađorđević; * 17. Juli 1945 in London) wurde als Kronprinz des Königreichs Jugoslawien geboren und ist heute das Oberhaupt und der Thronprätendent des Hauses Karađorđević für Serbien.

## Herkunft
Alexander wurde in London als einziges Kind des jugoslawischen Königs Peter II. aus dem Haus Karađorđević und dessen Ehefrau Prinzessin Alexandra von Griechenland, Tochter des griechischen Königs Alexandros I. aus dem Haus Schleswig-Holstein-Sonderburg-Glücksburg, geboren. Die Taufe fand in der Westminster Abbey statt, und als Taufpaten fungierten König Georg VI. von Großbritannien und dessen älteste Tochter, Prinzessin Elisabeth Alexandra Mary, die spätere britische Königin Elisabeth II.
Alexander ist nicht nur serbischer Staatsbürger, sondern besitzt auch einen britischen Pass.

## Leben
Seine Eltern befanden sich nach dem deutschen Einmarsch in Jugoslawien seit Juni 1941 im Exil in London, wo Dušan Simović die Exilregierung führte, während sich 1942 in Jugoslawien ein Kriegsparlament gebildet hatte. Seit der Konferenz von Teheran Ende 1943 unterstützten die Alliierten offiziell nicht mehr die königstreuen Tschetniks, sondern die von Kommunisten dominierten jugoslawischen Partisanen. 1944 versuchte der von der Exilregierung nominierte Premierminister Ivan Šubašić einen Ausgleich mit dem Führer der Partisanen Josip Broz Tito zu erreichen, der auch eine Rückkehr des Königshauses ermöglichen sollte. Anlässlich der Geburt Alexanders soll unter das Wochenbett seiner Mutter eine Kiste mit jugoslawischer Erde gestellt worden sein, um seine Geburt auf heimischer Erde zu symbolisieren; außerdem soll die britische Regierung dem Geburtshaus vorübergehend den Status der Exterritorialität eingeräumt haben, was jedoch nicht amtlich dokumentiert ist. Mit der Gründung der Sozialistischen Föderativen Republik Jugoslawien am 29. November 1945, vier Monate nach Alexanders Geburt, wurde die Monarchie offiziell abgeschafft.
Alexander verbrachte seine frühe Kindheit in Großbritannien, bei seiner Großmutter Königin Aspasia Manos von Griechenland in deren Exil in Italien, sowie in Frankreich und den USA. Er besuchte das Schweizer Internat Le Rosey, anschließend die Culver Military Academy (in Culver, Indiana) und die Schulen von Gordonstoun und Millfield in England.
Nach seinem Abschluss auf der Millfield ging er zur britischen königlichen Kriegsakademie und wurde 1966 als Offizier in die britische Armee übernommen. Er diente im Regiment der 16th/5th The Queen’s Royal Lancers und stieg bis zum Rang eines Captain auf. Stationiert war er im Mittleren Osten, in Nordirland, Italien und der Bundesrepublik Deutschland. 1972 war er britischer Armee-Ski-Meister. Kurz darauf verließ er die Armee. Er spricht neben seiner serbischen Muttersprache auch Englisch, Französisch, Spanisch, Deutsch und Italienisch.
Nachdem sein Vater am 3. November 1970 in Denver gestorben war, übernahm Alexander dessen Ansprüche auf den jugoslawischen Thron, verzichtete aber auf die im Exil unpassende Anrede „König“, sondern nannte sich weiterhin „Kronprinz Alexander II. von Jugoslawien“.

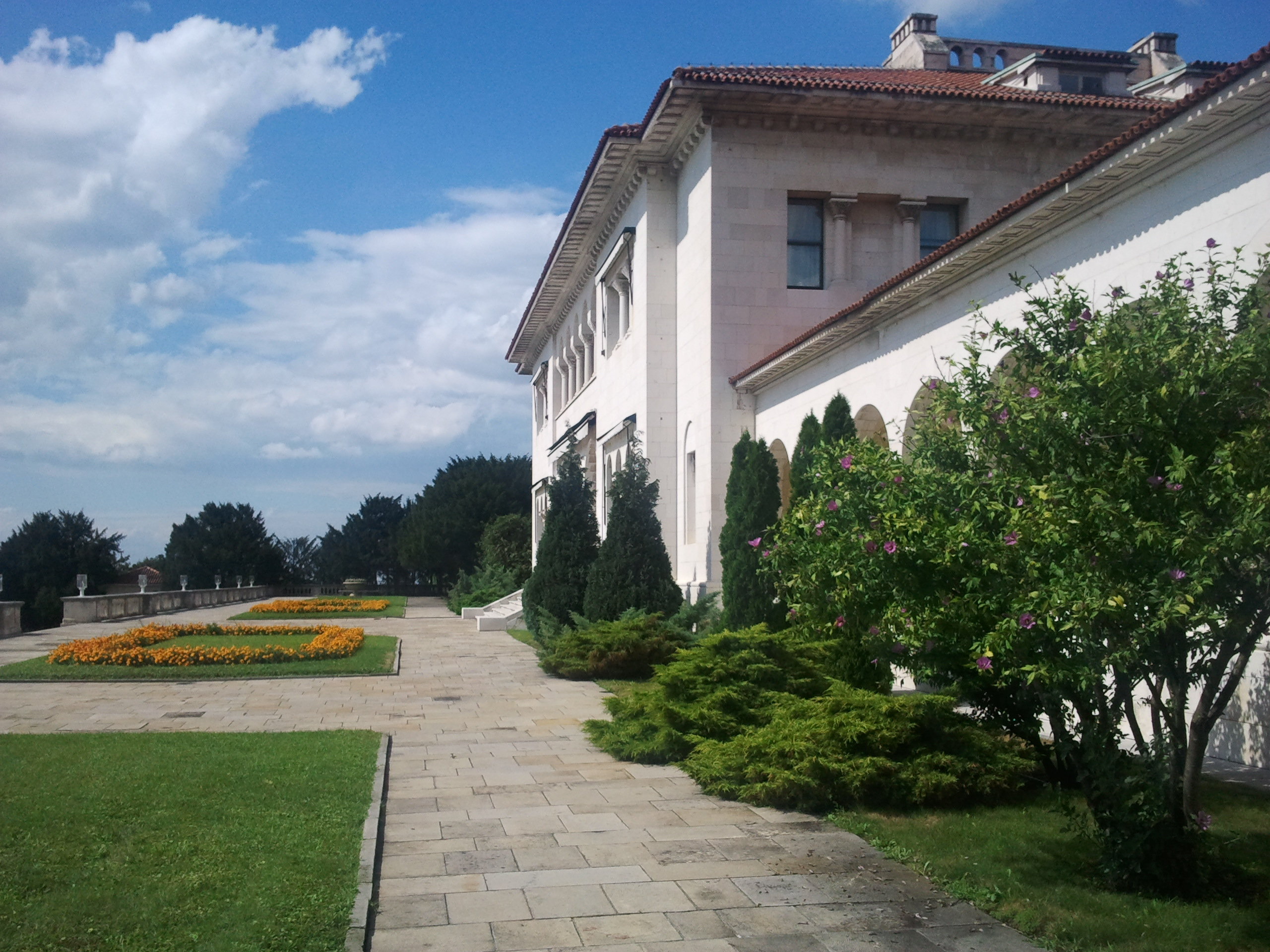
Königliches Schloss auf dem Dedinje, Belgrad

Alexanders Familie wurde erst nach dem Sturz des Milošević-Regimes im Jahr 2000 die Rückkehr aus dem Exil erlaubt, nachdem in der sozialistischen Ära der königlichen Familie per Dekret Bürger- und Eigentumsrechte entzogen worden waren. Er und seine Familie erhielten 2003 das Wohnrecht im Königlichen Schloss auf dem Dedinje.
Alexander engagiert sich überparteilich für die Demokratisierung seiner Heimat, wirbt für Investitionen und engagiert sich für humanitäre Zwecke. Er bot zugleich allen Politikern Serbiens Gespräche an. Die Partei der Serbischen Erneuerung SPO des ehemaligen Außenministers Vuk Drašković steht der Restauration der Monarchie positiv gegenüber und unterstützt den ehemaligen Kronprinzen; auch der Patriarch der Serbisch-Orthodoxen Kirche sprach sich 2003 für eine konstitutionelle Monarchie aus. 2006 erklärte sich Alexander öffentlich bereit, die Aufgabe eines politisch neutralen Monarchen zu übernehmen, um dem neugegründeten serbischen Staat Stabilität, Kontinuität und Einheit zu geben. Nach einer am 27. Juli 2015 von der Zeitung Blic veröffentlichten Umfrage sollen sich 49,8 % der Befragten für die Einführung einer konstitutionellen Monarchie ausgesprochen haben, 44,6 % dagegen und 5,5 % unentschieden. Es hat jedoch bisher keine Volksabstimmung über eine Wiedereinführung der Monarchie gegeben.
Nachdem sein ältester Sohn Peter 2022 auf seinen dynastischen Thronanspruch verzichtet hatte, ging die Position des Erbprinzen auf dessen jüngeren Bruder Philip über, der 2020 nach Belgrad gezogen ist.

## Heirat und Nachkommen

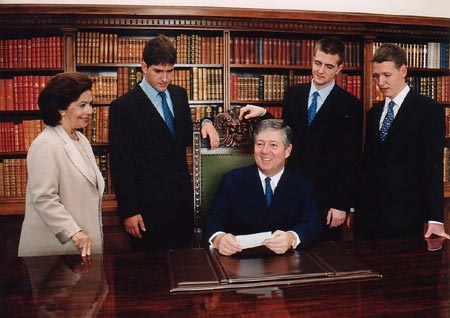
Alexander von Jugoslawien mit seinen drei Söhnen und seiner zweiten Frau Katharina (2004)

Alexander heiratete am 1. Juli 1972 in Sevilla die Prinzessin Maria da Glòria Henriette Dolores Lucia de Orléans-Braganza (* 13. Dezember 1946 in Petrópolis, Brasilien), Tochter von Prinz Pedro Gastão von Orléans-Braganza und dessen Ehefrau Prinzessin Maria de la Esperanza von Borbón-Sizilien. Maria de Glória ist auch eine Cousine des spanischen König Juan Carlos I.
Aus der Ehe gingen drei Söhne hervor:
- Peter (* 5. Februar 1980 in Chicago, USA), Graphikdesigner
- Philip / Filip (* 15. Januar 1982 in Fairfax, USA), Finanzmanager, verheiratet seit 2017 mit Danica Marinković
  - Stefan (* 25. Februar 2018 in Belgrad)
- Alexander (* 15. Januar 1982 in Fairfax, USA)

Am 19. Februar 1985 wurde Alexanders Ehe mit Prinzessin Maria da Glória in Virginia geschieden; sie heiratete 1985 in zweiter Ehe Ignacio Medina y Fernández de Córdoba, 19. Herzog von Segorbe.
In zweiter Ehe heiratete er am 20. September 1985 in der serbisch-orthodoxen Kathedrale in London die gebürtige Griechin Katharina Claire Batis (* 13. November 1943). Die Trauzeugen waren unter anderen der ehemalige König von Griechenland Konstantin II. (1940–2023) und der Onkel des Bräutigams, Tomislav von Jugoslawien (1928–2000). Diese Ehe ist kinderlos.